# Dolný Chotár
Dolný Chotár (Hongaars: Alsóhatár) is een Slowaakse gemeente in de regio Trnava, en maakt deel uit van het district Galanta.
Dolný Chotár telt 397 inwoners. De meerderheid is etnisch Hongaar.